# Angelo Bagnasco
Angelo Bagnasco, född 14 januari 1943 i Pontevico, provinsen Brescia, Italien, är en romersk-katolsk kardinal. Han är sedan 2006 ärkebiskop av Genua och sedan 2007 ordförande för den italienska biskopskonferensen. 

## Studier och prästvigning
Bagnasco är son till Alfredo och Rosa Bagnasco. Han studerade vid Genuas ärkebiskopliga seminarium och senare vid Genuas universitet, där han 1979 avlade doktorsexamen i filosofi.
Bagnasco prästvigdes den 29 juni 1966 i Brescia. Vigningsbiskop var kardinal Giuseppe Siri, ärkebiskop av Genua. Mellan 1966 och 1985 tjänstgjorde han i församlingen San Pietro e Santa Teresa del Bambin Gesù i Genua. Senare förestod han ärkestiftets liturgiska och kateketiska avdelningar. Han var även regionens delegat för själavård i skolorna. Under 1990-talet innehade Bagnasco en rad tjänster inom stiftets organisation beträffande kateketik, själavård och liturgi.

## Biskop Bagnasco
Den 3 januari 1998 utnämndes Bagnasco till biskop av Pesaro och vigdes en dryg månad senare, den 7 februari, av ärkebiskop Dionigi Tettamanzi. Assisterande biskopar var Gaetano Michetti, biskop emeritus av Pesaro och Giacomo Barabino, biskop of Ventimiglia-San Remo. År 2000 blev Bagnasco ärkebiskop av Pesaro, då stiftet upphöjdes till ärkestift. Året därpå utsågs han till ordförande för den katolska dagstidningen Avvenires administrativa råd.
2003 utnämndes Bagnasco till ledare för det italienska militärordinariatet, d.v.s. högste pastorale ledare för den italienska armén. Han kommenterade utnämningen med att den var "helt oväntad" eftersom han inte hade någon inblick i den militära världen.
Bagnasco efterträdde den 29 augusti 2006 Tarcisio Bertone på ärkebiskopsstolen i Genua, och i mars 2007 utnämnde påve Benedictus XVI honom till ordförande för den italienska biskopskonferensen (CEI, Conferenza Episcopale Italiana). Han efterträdde kardinal Camillo Ruini, och skall inneha ordförandeposten under fem år.
Den 27 juni 2007 närvarade ärkebiskop Bagnasco och en rad andra högt uppsatta prelater vid ett informationsmöte i Palazzo Apostolico inför publiceringen av påvens motu proprio Summorum pontificum, som stadgar att den så kallade tridentiska riten åter är en normerande del av det latinska gudstjänstlivet. Två dagar efter mötet, den 29 juni, ikläddes Bagnasco och fyrtiofem andra ärkebiskopar palliet av Benedictus XVI i Peterskyrkan.
I februari 2007 tillkännagav Romano Prodis regeringsallians L'Unione att man ämnar erkänna samkönade relationer. Två månader senare fördömde ärkebiskop Bagnasco samkönade relationer och den italienska regeringens planer på att införa samkönade äktenskap. Bagnasco talade inför den samlade italienska biskopskonferensen som ser det som en moralisk plikt att rösta mot regerings lagförslag.
Kort efter sitt uttalande fick ärkebiskop Bagnasco ta emot flera mordhot i form av hotfulla brev och pistolkulor. Fasaden till Genuas katedral nedklottrades med slagord och mordhot mot påven. 

## Kardinal Bagnasco
Benedictus XVI utsåg den 24 november 2007 ärkebiskop Bagnasco till kardinalpräst med Gran Madre di Dio som titelkyrka.